# Katokunnlee
katokunnlee（カトクンリー）は、日本の音楽プロデューサー、作曲家、リミキサー、サウンドクリエイター、DJ等として活動。
名前はメキシコの覆面レスラーと自身の名字「カトウ」に由来する。pLAYA、MATALLY、STARDISH、LIONKINGなどのグループにて作品をリリースしている。
ジャンルはエレクトロニック・ダンス・ミュージックが中心。その音楽性の幅は広く、ジャズ、ソウルミュージック、ヒップホップ・ミュージック、ボサノヴァ、リズム・アンド・ブルース等のほか、対照的にハウス、ブレイクビーツ、テクノといったデジタル音楽がベースの楽曲も数多い。

## 略歴
高校時代にバンドを組んでジミ・ヘンドリックスやサンタナをプレイし、部屋ではジェームス・ブラウンやRun-D.M.C.で踊り狂っていたが、友人がやっているパーティーでDJをした事をきっかけに現在のスタイルになった。
1990年、rock you international（レゲエサウンドシステム）と共に代々木公園、多摩川土手、昭和記念公園などでイベントにてアフリカン・パーカッショニスト、オランドゥ・ビングルとセレクターと一緒にDEEJAYとしてレゲエカルチャーで主に活動。後に青山ブルーなど都内の各クラブを軸にジャズ、ソウル、ヒップホップを中心にDJ活動を展開。
1993年、知人の紹介でファッション誌「jap」のプライベートパーティーにマンスリーDJとしてDJ活動を開始。
1999年より、クラブジャズ・ユニットpLAYA（リーダー、ギター担当。初期メンバーにはタブゾンビ、みどりん、長岡亮介、沼直也、外薗雄一などが参加）として都内クラブにて主にライブ展開。
2003年、pLAYA、MATALLYとしてCDデビューし、多方面にて活動。
2008年、ジャズユニットSTARDISHを始動。
2009年、レゲエプロジェクトLIONKING始動。

## プロデュース、レコーディング
- L.E.D recordsのコンピレーション・アルバム - katokuan lee名義で3曲参加。
- Terrace Brothers + Asa「Terrace Brothers + Asa」（1997年、L.E.D records） - 1st。
- MW『LIKE THE SUNSHINE』（1999年、KNOCKERS RECORDS） - ソニー系インディーズ。n'masa名義でプロデュース。
- 椎名純平「白昼夢」（2001年、SMEJ Associated Records）  - シングルバージョンをn'masa名義でMUMAとLOGOM（ユニット）としてプロデュース。
- MATALLY『MATALLY』（2002年、Sony Music Records） - 1st。VERBAL、YOYO-C参加。
- DOUBLE『Re:VISION』（2002年、FOR LIFE RECORDS） - 「Should Have Tried feat. Heartdales」のリミックス。
- PLAYA『ODORAMA DREAMS』（2003年、diwthegarden） - アンダーグランドのクラブプロジェクトとしてMATALLYと平行して活動。
- PROSPERオフィシャルmix CD
- 雑誌「remix」 監修mix CD（WEA japan） - MATALLYとして1曲参加。
- 平井堅『LIFE is...』（2003年、DefSTAR Records）  - 「メモリーズ」をMATALLYとしてプロデュース。
- MIC BANDITZ『sixth sense』（2003年） - 「Suicide Scandinavia VS VERBAL」をプロデュース。
- STEPPIN'THE NEIGHBORS『we are looking for the now new star』（2004年、FOR LIFE RECORDS） - プロデュース。
- G.RINA『サーカスの娘』（2004年、アルバム） - ギター、ベース、アレンジ、プログラミング、ミックスで参加。その後ツアーメンバーとして同行。
- シリーズコンピ『mellow groove collection、Funky&mellow』（2004年、COLUMBIA RECORDS） - 各1曲、3曲共にkatokunnlee名義でプロデュース。
- コンピレーション『tranceprogression』（2004年） - 1曲、matallyとして参加。
- pLAYA『the another side of ODORAMA DREAMS』（2004年） - リミックスアルバム。
- G.RINA『サーカスの娘2』（2004年） - 2曲リミックスで参加。
- pLAYA『MONDO TRASH』（2006年、diwthegarden）
- 人気ブランド「VICTIM」ブログとのコラボ + モデル山本麗子のブランド「Magnetic」WEBへの楽曲提供（2006年）
- pLAYA『MONDO TRASH-遭遇-』/PLAYA『MONDO TRASH-アダルト-（アナログ）』（2007年、diwthegarden） - 2枚同時リリース。
- pLAYA
  - 『...mondo that fusses over.. young people at midnight.』
  - 『Band collected with groove magnetism』（2007年、diwthegarden）2枚同時リリース。
- コンピレーション『Rebirth of Jazz〜Tokyo Nu-School of Jazz 2』（2007年、ビクターエンタテインメント） - pLAYAとして参加。
- コンピレーション『Jazz Connection -Around The Shibuya Corner』（2008年、COLUMBIA RECORDS） - pLAYAとして参加。
- STAR DISH『CONVERSATION』（2009年、HUSH BROWN RECORD） - 1st。
- DJ HICO MIX CD『House of Jewels〜Noir〜』（2010年、エイベックス） - STAR DISHとして参加。
- SUIKEN『DEVELOPMENT』（2010年、COLUMBIA RECORDS） - 2曲のプロデュースと歌にてGOLBY SOUND名義で参加。
- JJ Vianelloのリミックス 12インチ（2010年、イタリアのジャズレーベルCinedelic） - STAR DISHとして参加。
- Cinedelic Sound（Cinedelicの10周年記念のオムニバス）『The Hormonauts - Insomniax』（2010年、イタリアのジャズレーベルCinedelic） - StardishにてRemix参加。
- コンピレーション『JAZZ FOR MORE FENIX comp' 』（2011年、Rip Curl Recordings） - STAR DISHとして参加。

## DJ&LIVE
BED / club ASIA / PLACTIC / HEVEN / LOGOS / PINK NOISE / JZ BRAT / ORGAN BAR / JUICE / WEB / BLUE / PLUG / SPACE LAB YELLOW / ROCK WEST / WOMB / JUNO / LOUNGE / MODULE / OTO / LINK / LE FAUBOURG / SHIBUYA NUTS / HACHI / CLUB QUATTRO広島…など